# Miguel Abadía Méndez
Miguel Abadía Méndez (La Vega de los Padres - Coello, Tolima, 5 de juny de 1867 - La Unión - Fómeque, Cundinamarca, 15 de maig de 1947) fou un advocat, humanista, polític conservador, escriptor i periodista colombià. Va estudiar al Colegio Mayor de Nuestra Señora del Rosario, en Bogotà, Colòmbia. Va ser director del periòdic El Colombiano. Abans d'arribar a la Presidència de la república va ser diputat, ministre en set carteres diferents, conseller d'Estat i Magistrat de la Cort Suprema de Justícia. Com a Ministre de Govern va orientar la Reforma Constitucional de 1910 de la Constitució de 1886. Va representar Colòmbia en Xile, Argentina i Brasil.
Elegit President de la República per al període 1926-1930 (era l'únic candidat i va obtindre més de 370.000 vots pel partit conservador). Firmà amb Nicaragua uns acords sobre límits marítims, passant l'Arxipèlag de San Andrés, Providència i Santa Catalina a sobirania colombiana mentre la Costa de Mosquitos passava a Nicaragua. Va fomentar obres públiques, educació i les missions dels indígenes. Va enfrontar greus problemes polítics, econòmics (crack del 1929) i socials, amb greus desordres entre els obrers de les zones bananeres (1928) i amb els indis de la Guajira. Aquests problemes van ser reprimits. Malgrat els problemes socials, es van realitzar grans inversions de capital nord-americà, sobretot en mineria i compres de cafè. Durant el seu manament es va fundar la “Federación nacional de cafeteros de Colombia”.
Després de 42 anys d'hegemonia conservadora, li va entregar el poder el 1930 al president electe i adversari polític Enrique Olaya Herrera.